# Balareddihalli, Gauribidanur
Balareddihalli là một làng thuộc tehsil Gauribidanur, huyện Kolar, bang Karnataka, Ấn Độ.